# Ben Elliott
Pour les articles homonymes, voir Elliott.
Ben Elliott, né le 5 novembre 2002 à Londres, est un footballeur international camerounais qui évolue au poste de milieu de terrain au Reading FC.

## Biographie

### Carrière en club
Né dans le borough de Kingston upon Thames à Londres, en Angleterre, Ben Elliott est formé par le Chelsea FC, qu'il rejoint à l'âge de 8 ans,. Il y joue avec les moins de 23 ans à partir de 2020. Il devient par la suite un des éléments centraux de cette équipe, tout en s'entrainant avec l'équipe première,,.

### Carrière en sélection

#### Avec les équipes d'Angleterre jeunes
Elliott est international en équipe de jeunes avec l'Angleterre,.

#### Avec le Cameroun
En mars 2023, Elliott est convoqué pour la première fois avec l'équipe senior du Cameroun,,,. Il ne peut toutefois pas directement jouer avec l'équipe, à cause d'un retard des démarches administratives auprès de la FIFA, pour valider son changement de nationalité.
Il honore finalement sa première sélection le 10 juin 2023, lors d'un match amical contre le Mexique au Snapdragon Stadium de San Diego. Il remplace Bryan Mbeumo et son équipe obtient le match nul (2-2),,.
Le 28 décembre 2023, il est retenu dans la liste des vingt-sept joueurs camerounais sélectionnés par Rigobert Song pour disputer la Coupe d'Afrique des nations 2023.

## Statistiques par saison
| Saison                | Club                  | Championnat           | Championnat | Championnat | Championnat | Coupe nationale | Coupe nationale | Coupe nationale | Coupe de la Ligue | Coupe de la Ligue | Coupe de la Ligue | Compétition(s) continentale(s) | Compétition(s) continentale(s) | Compétition(s) continentale(s) | Compétition(s) continentale(s) | Total | Total | Total |
| Saison                | Club                  | Division              | M.          | B.          | P.d.        | M.              | B.              | P.d.            | M.                | B.                | P.d.              | Comp.                          | M.                             | B.                             | P.d.                           | M.    | B.    | P.d.  |
| 2022-2023             | Chelsea               | Premier League        | -           | -           | -           | -               | -               | -               | -                 | -                 | -                 | C1                             | -                              | -                              | -                              | 0     | 0     | 0     |
| 2023-2024             | Reading               | League One            | 37          | 0           | 1           | 2               | 0               | 0               | 1                 | 0                 | 0                 | -                              | -                              | -                              | -                              | 40    | 0     | 1     |
| 2024-2025             | Reading               | League One            | 19          | 2           | 4           | 2               | 0               | 0               | 1                 | 0                 | 0                 | -                              | -                              | -                              | -                              | 22    | 2     | 4     |
| Sous-total            | Sous-total            | Sous-total            | 56          | 2           | 5           | 4               | 0               | 0               | 2                 | 0                 | 0                 | -                              | -                              | -                              | -                              | 62    | 2     | 5     |
| Total sur la carrière | Total sur la carrière | Total sur la carrière | 56          | 2           | 5           | 4               | 0               | 0               | 2                 | 0                 | 0                 | -                              | -                              | -                              | -                              | 62    | 2     | 5     |

### En sélection nationale
| Saison                | Sélection             | Phases finales        | Phases finales | Phases finales | Phases finales | Éliminatoires | Éliminatoires | Éliminatoires | Matchs amicaux | Matchs amicaux | Matchs amicaux | Total | Total | Total |
| Saison                | Sélection             | Compétition           | M              | B              | Pd             | M             | B             | Pd            | M              | B              | Pd             | M     | B     | Pd    |
| --------------------- | --------------------- | --------------------- | -------------- | -------------- | -------------- | ------------- | ------------- | ------------- | -------------- | -------------- | -------------- | ----- | ----- | ----- |
| 2022-2023             | Cameroun              | -                     | -              | -              | -              | -             | -             | -             | 1              | 0              | 0              | 1     | 0     | 0     |
| 2023-2024             | Cameroun              | CAN 2023              | 0              | 0              | 0              | 1             | 0             | 0             | 3              | 0              | 0              | 4     | 0     | 0     |
| Total sur la carrière | Total sur la carrière | Total sur la carrière | 0              | 0              | 0              | 1             | 0             | 0             | 4              | 0              | 0              | 5     | 0     | 0     |